# Wolfgang Kusserow
Wolfgang Kusserow (* 1. März 1922 in Bochum; † 28. März 1942 in Brandenburg-Görden) war ein deutscher Zeuge Jehovas, der unter der nationalsozialistischen Diktatur in Deutschland im Zweiten Weltkrieg als Kriegsdienstverweigerer hingerichtet wurde.

## Herkunft, Familie
Wolfgang Kusserow wurde als eines von elf Kindern des Beamten Franz Kusserow (geb. 1882) und der Lehrerin Hilda Kusserow (geb. 1888) in Bochum geboren. Nach der Schulzeit erlernte Wolfgang das Malerhandwerk.
Wolfgangs Eltern waren Ernste Bibelforscher (Zeugen Jehovas) und erzogen ihre Kinder in diesem Glauben. Im Jahre 1931 zog die Familie nach Bad Lippspringe, wo sie schnell für ihre religiösen Aktivitäten bekannt wurde.
Nach der Machtübernahme durch die Nationalsozialisten war die gesamte Familie schweren Repressalien ausgesetzt. Bereits 1940 wurde Wolfgangs Bruder Wilhelm als Kriegsdienstverweigerer in Münster hingerichtet.

## Kriegsdienstverweigerung
Am 5. Dezember 1941 wurde Wolfgang zur Wehrmacht eingezogen. Im vollen Bewusstsein, dass auf Kriegsdienstverweigerung die Todesstrafe stand, gab er bei der Anmeldung beim 3. Infanterie, Ersatz-Bataillon 193 in Detmold zu Protokoll, dass er den Dienst als Soldat verweigere. Daraufhin wurde er verhaftet und ins Gefängnis nach Berlin-Moabit überführt.
Vor dem Reichskriegsgericht in Berlin-Charlottenburg begründete Wolfgang seine Ablehnung des Kriegsdienstes mit dem Verweis auf die Bibel. In seiner schriftlichen Begründung führte er unter anderem aus: "Das größte und heiligste Gesetz, welches er den Menschen gegeben hat, lautet: ‚Du sollst Gott über alles lieben und den Nächsten wie dich selbst.‘ Andere Gesetze lauten: ‚Du sollst nicht töten‘ (das 5. Gebot) – ‚Sehet zu, dass ihr niemanden Böses mit Bösem vergeltet, sondern strebet allezeit dem Guten nach‘ (1. Tessal. 5:21). – ‚Stecke dein Schwert wieder an seinen Ort, denn wer das Schwert nimmt, wird durch das Schwert umkommen‘ (Matthäus 26:52)."
Erwartungsgemäß erging das Todesurteil am 24. Februar 1942. Am 28. März 1942 wurde das Urteil durch das Fallbeil in der Strafanstalt Brandenburg-Görden vollstreckt.

## Film
- Purple Triangles. Regie: Martin Smith. Vereinigtes Königreich, 1991. Dokumentation (25 min.)